# Bernat II de Cabrera
Bernat II de Cabrera (espagnol : Bernardo II de Cabrera. 1298-1364) était un noble, diplomate et commandant militaire aragonais. Né à Calatayud, il participe à la conquête de Majorque (1343). Il commande l'escadre navale qui vainc la marine génoise et prend Alghero en 1353.
En tant qu'ambassadeur de Pierre IV d'Aragon, il négocie la paix de Deza entre la Castille et l'Aragon le 18 mai 1361, pendant la guerre des Deux-Pierres qui, cependant, se poursuit. Cabrera refuse alors de soutenir davantage les alliés de Pierre IV d'Aragon (Henri de Trastámara et Charles le Mauvais de Navarre) contre Pierre de Castille et tombe en disgrâce à la cour. Il est exécuté comme traître à Saragosse.